# Luigi Arienti
Luigi Arienti (Desio, 6 de enero de 1937-Desio, 7 de febrero de 2024) fue un deportista italiano que compitió en ciclismo en la modalidad de pista, especialista en la prueba de persecución por equipos.
Participó en los Juegos Olímpicos de Roma 1960, obteniendo una medalla de oro en la prueba de persecución por equipos (junto con Franco Testa, Mario Vallotto y Marino Vigna).

## Medallero internacional
| Juegos Olímpicos | Juegos Olímpicos | Juegos Olímpicos | Juegos Olímpicos        |
| Año              | Lugar            | Medalla          | Competición             |
| ---------------- | ---------------- | ---------------- | ----------------------- |
| 1960             | Roma (Italia)    | Medalla de oro   | Persecución por equipos |